# Julie Caron
Pour les articles homonymes, voir Caron.
Julie Caron est une humoriste québécoise.

## Carrière
En 2005, elle présente son premier one-woman show intitulé « Une vraie fille … C’est moi ça ? » ,. En 2006, elle est en nomination pour 4 prix lors du gala Les Olivier . Julie Caron occupe la fonction de présidente au sein de la compagnie Norac, une entreprise spécialisée dans la création d'accessoires conçus à partir de fourrures recyclées.

## Filmographie

### Cinéma
- 2005 : Le Survenant : mère d'Isidore
- 2011 : French Immersion (C'est la faute à Trudeau) : Denise Tremblay

### Télévision
- 2006 : Caméra Café (saison 4, épisode 10) : Bélinda